# Верхние Цыпухины
 Верхние Цыпухины  — опустевшая деревня в Котельничском районе Кировской области в составе Макарьевского сельского поселения.

## География
Располагается на расстоянии примерно 14 км по прямой на восток-юго-восток от центра поселения села Макарье.

## История
Была известна с 1802 года как починок Онучинский 2-й с 4 дворами. В 1873 году здесь (починок Онучинский 2-й или Верхзние Цыпухины, Чипухины) дворов 9 и жителей 42, в 1905 9 и 60, в 1926 (уже деревня Верхн. Чепухины или Онучинский 2-й) 11 и 68, в 1950 27 и 100, в 1989 проживало 7 человек. Настоящее название утвердилось с 1939 года.

## Население
Постоянное население не было учтено как в 2002 году, так и в 2010.